# درگوس

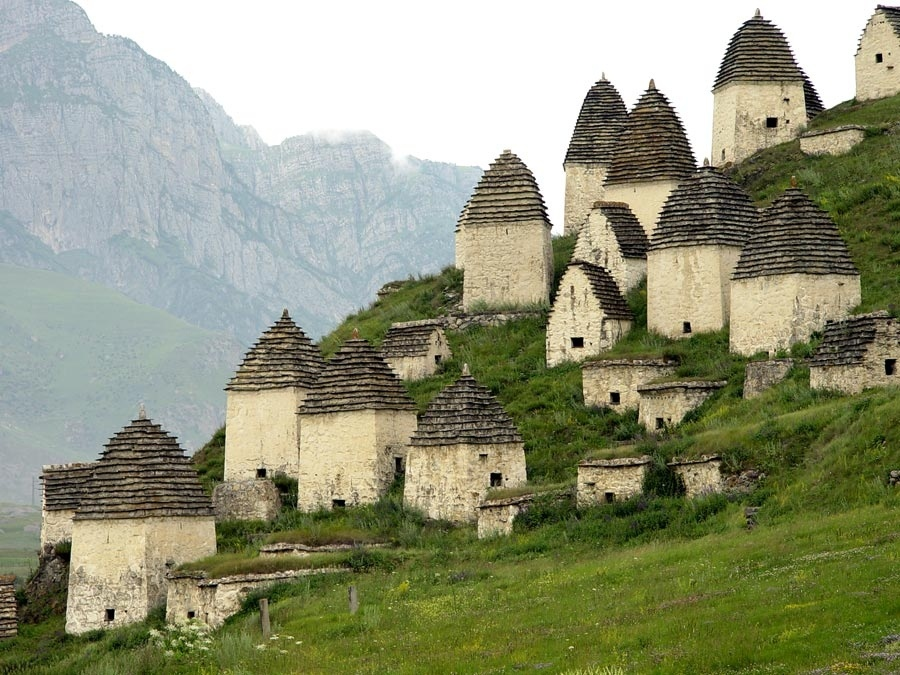
درگوس.

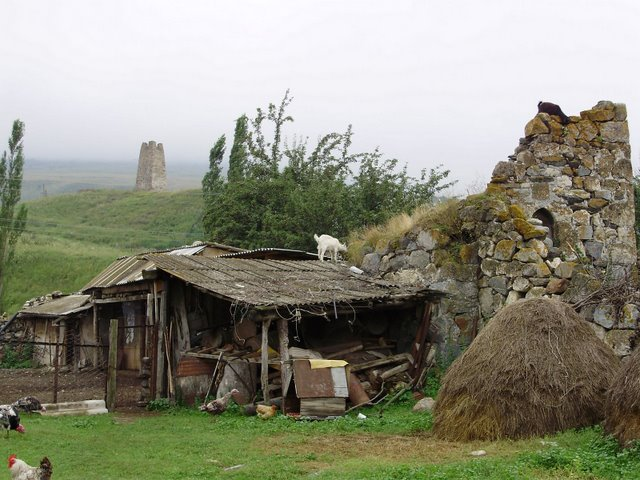
برج‌های درگوس که از سده‌های میانه به‌جا مانده‌است.

دَرگَوْس (به زبان آسی: Дæргъæвс، به روسی: Даргавс) نام یک شهر مردگان در جمهوری اوستیای شمالی-آلانیا در روسیه است.
درگَوس در شهرستان پریگورودنی در میان دره بلند گیزِل و در کنار روز گیزِلْدون ساخته شده‌است.
بازمانده مردگان در خانه‌های این محل هنوز جامه‌برتن دیده می‌شوند.
در جریان طاعون بزرگ سدهٔ هیجدهم در اوستیا، مردم برای بیماران و مردگان این محل را به عنوان قرنطینه ساختند تا آن‌ها را از سکونتگاه‌ها جدا کنند. در پی این طاعون، جمعیت اوستیا از ۲۰۰ هزار نفر به ۱۶ هزار نفر در میانه‌های سدهٔ نوزده میلادی کاهش یافت.
خاندان‌های اوستی برای بیماران خود این خانه‌ها را ساختند و ساکنان آن حق بیرون آمدن از این روستا را نداشتند. امروزه ۹۷ مقبره در درگوس موجود است.
محل درگوس از دوران برنز مسکونی بوده‌است و بناهای باستانی قوم ایرانی‌تبار آلان نیز در این محل موجود است.
معنای نام درگوس را «دروازهٔ دره» و برخی «چمن‌زار دور و طولانی» (درگ، هم‌ریشه با دیر و دور فارسی) دانسته‌اند.
در جزیان خیزش در اوستیای جنوبی و با یورش آبخازها به منطقه، شمار زیادی از مردم منطقه درگوس کشته شدند و شماری از برج‌های آن نیز ویران شد. رهبران این شورش نیز بعداً در سال ۱۸۳۰ به سیبری تبعید شدند.
یخچال طبیعی کولکا در سپتامبر ۲۰۰۲ جاده درگوس را فروپوشاند و پیوند آن با جهان بیرون را گست.
زمین‌لرزه سال ۱۹۲۳ به برج‌های این محل آسیب فراوانی زد.
امروزه یک برج ۱۶ متری سنگی با پلکان چوبی از دیدنی‌های درگوس است.